# Campionati mondiali di sci alpino paralimpico 2023
I Campionati mondiali di sci alpino paralimpico 2023, 16ª edizione della manifestazione organizzata dalla Federazione internazionale sci e snowboard, si sono svolti in Spagna, a Espot, dal 19 al 29 gennaio. Il programma ha incluso gare di discesa libera, supergigante, slalom gigante, slalom speciale e combinata, sia maschili sia femminili, nelle tre categorie della disciplina (in piedi, seduti, ipovedenti); le gare di parallelo sono state annullate. In seguito all'invasione dell'Ucraina, gli atleti russi e bielorussi sono stati esclusi dalle competizioni.

## Risultati

### Uomini

#### In piedi

##### Discesa libera
| Pos. | Atleta             | Nazione     | Tempo |
| ---- | ------------------ | ----------- | ----- |
| 1    | Markus Salcher     | Austria     | 50,03 |
| 2    | Robin Cuche        | Svizzera    | 50,11 |
| 3    | Alexis Guimond     | Canada      | 51,07 |
| 4    | Arthur Bauchet     | Francia     | 51,13 |
| 5    | Théo Gmür          | Svizzera    | 51,48 |
| 6    | Federico Pelizzari | Italia      | 53,00 |
| 7    | Aaron Lindström    | Svezia      | 53,19 |
| 8    | Oscar Burnahm      | Francia     | 53,27 |
| 9    | Roger Puig         | Andorra     | 53,29 |
| 10   | Andrew Haraghey    | Stati Uniti | 53,36 |

Data: 25 gennaio

Pista: Bosc 2

Partenza: 2 285 m s.l.m.

Arrivo: 1 885 m s.l.m.

Lunghezza: 

Dislivello: 400 m

Ore: 13.00 (UTC+1)

Porte: 23

Tracciatore: Marshall Will (Canada)

##### Supergigante
| Pos. | Atleta              | Nazione     | Tempo   |
| ---- | ------------------- | ----------- | ------- |
| 1    | Markus Salcher      | Austria     | 56,95   |
| 2    | Robin Cuche         | Svizzera    | 57,15   |
| 3    | Arthur Bauchet      | Francia     | 57,74   |
| 4    | Théo Gmür           | Svizzera    | 58,96   |
| 5    | Alexis Guimond      | Canada      | 59,33   |
| 6    | Federico Pelizzari  | Italia      | 1:00,20 |
| 7    | Nico Pajantschitsch | Austria     | 1:00,55 |
| 8    | Roger Puig          | Andorra     | 1:00,68 |
| 9    | Aaron Lindström     | Svezia      | 1:00,98 |
| 10   | Thomas Walsh        | Stati Uniti | 1:01,29 |

Data: 23 gennaio

Pista: Bosc 2

Partenza: 2 285 m s.l.m.

Arrivo: 1 885 m s.l.m.

Lunghezza: 

Dislivello: 400 m

Ore: 13.00 (UTC+1)

Porte: 29

Tracciatore: Jeff Piccard (Francia)

##### Slalom gigante
| Pos. | Atleta             | Nazione   | Tempo   |
| ---- | ------------------ | --------- | ------- |
| 1    | Arthur Bauchet     | Francia   | 1:56,80 |
| 2    | Théo Gmür          | Svizzera  | 1:57,28 |
| 3    | Federico Pelizzari | Italia    | 1:58,78 |
| 4    | Alexis Guimond     | Canada    | 1:59,56 |
| 5    | Markus Salcher     | Austria   | 1:59,91 |
| 6    | Jordan Broisin     | Francia   | 2:00,12 |
| 7    | Oscar Burnahm      | Francia   | 2:00,16 |
| 8    | Santeri Kiiveri    | Finlandia | 2:01,26 |
| 9    | Aaron Lindström    | Svezia    | 2:01,41 |
| 10   | Jules Segers       | Francia   | 2:01,79 |

Data: 26 gennaio

Pista: Bosc 2

Partenza: 2 285 m s.l.m.

Arrivo: 1 940 m s.l.m.

Dislivello: 345 m

1ª manche:

Ore: 10.00 (UTC+1)

Porte: 41

Tracciatore: Michał Kusak (Polonia)

2ª manche:

Ore: 13.30 (UTC+1)

Porte: 40

Tracciatore: Ally Brown (Regno Unito)

##### Slalom speciale
| Pos. | Atleta             | Nazione     | Tempo   |
| ---- | ------------------ | ----------- | ------- |
| 1    | Arthur Bauchet     | Francia     | 1:38,91 |
| 2    | Jordan Broisin     | Francia     | 1:46,96 |
| 3    | Oscar Burnahm      | Francia     | 1:48,03 |
| 4    | Santeri Kiiveri    | Finlandia   | 1:48,52 |
| 5    | Thomas Walsh       | Stati Uniti | 1:48,87 |
| 6    | Jesse Keefe        | Stati Uniti | 1:51,89 |
| 7    | Roger Puig         | Andorra     | 1:52,70 |
| 8    | Christoph Glötzner | Austria     | 1:53,02 |
| 9    | Thomas Pfyl        | Svizzera    | 1:53,49 |
| 10   | Davide Bendotti    | Italia      | 1:54,01 |

Data: 29 gennaio

Pista: Bosc 2

Partenza: 2 160 m s.l.m.

Arrivo: 1 940 m s.l.m.

Dislivello: 220 m

1ª manche:

Ore: 10.00 (UTC+1)

Porte: 61

Tracciatore: Roman Rožman (Finlandia)

2ª manche:

Ore: 13.30 (UTC+1)

Porte: 59

Tracciatore: Martin Makovnic (Slovacchia)

##### Combinata
| Pos. | Atleta              | Nazione     | Tempo   |
| ---- | ------------------- | ----------- | ------- |
| 1    | Arthur Bauchet      | Francia     | 1:47,93 |
| 2    | Robin Cuche         | Svizzera    | 1:53,14 |
| 3    | Aaron Lindström     | Svezia      | 1:54,06 |
| 4    | Thomas Walsh        | Stati Uniti | 1:54,80 |
| 5    | Jordan Broisin      | Francia     | 1:55,69 |
| 6    | Oscar Burnahm       | Francia     | 1:56,13 |
| 7    | Thomas Grochar      | Austria     | 1:56,18 |
| 8    | Jules Segers        | Francia     | 1:56,69 |
| 9    | Santeri Kiiveri     | Finlandia   | 1:58,45 |
| 10   | Nico Pajantschitsch | Austria     | 1:58,75 |

Data: 24 gennaio

Pista: Bosc 2

1ª manche:

Ore: 10.15 (UTC+1)

Partenza: 2 285 m s.l.m.

Arrivo: 1 885 m s.l.m.

Dislivello: 400 m

Porte: 29

Tracciatore: Dario Capelli (Giappone)

2ª manche:

Ore: 13.30 (UTC+1)

Partenza: 2 160 m s.l.m.

Arrivo: 1 940 m s.l.m.

Dislivello: 220 m

Porte: 63

Tracciatore: Justus Wolf (Germania)

##### Parallelo
La gara, originariamente in programma il 29 gennaio, è stata annullata.

#### Seduti

##### Discesa libera
| Pos. | Atleta             | Nazione     | Tempo |
| ---- | ------------------ | ----------- | ----- |
| 1    | Jesper Pedersen    | Norvegia    | 49,62 |
| 2    | Taiki Morii        | Giappone    | 50,52 |
| 3    | Jeroen Kampschreur | Paesi Bassi | 50,97 |
| 4    | Kurt Oatway        | Canada      | 51,24 |
| 5    | Niels De Langen    | Paesi Bassi | 51,70 |
| 6    | René De Silvestro  | Italia      | 52,12 |
| 7    | Takeshi Suzuki     | Giappone    | 53,12 |
| 8    | Nicolas Bisquertt  | Cile        | 53,84 |
| 9    | Sam Tait           | Australia   | 54,94 |
| 10   | Ravi Drugan        | Stati Uniti | 55,39 |

Data: 25 gennaio

Pista: Bosc 2

Partenza: 2 285 m s.l.m.

Arrivo: 1 885 m s.l.m.

Lunghezza: 

Dislivello: 400 m

Ore: 13.00 (UTC+1)

Porte: 23

Tracciatore: Marshall Will (Canada)

##### Supergigante
| Pos. | Atleta              | Nazione     | Tempo   |
| ---- | ------------------- | ----------- | ------- |
| 1    | Taiki Morii         | Giappone    | 56,98   |
| 2    | Jeroen Kampschreur  | Paesi Bassi | 56,99   |
| 3    | Jesper Pedersen     | Norvegia    | 57,34   |
| 4    | René De Silvestro   | Italia      | 57,73   |
| 5    | Kurt Oatway         | Canada      | 58,64   |
| 6    | Niels De Langen     | Paesi Bassi | 59,00   |
| 7    | Nicolas Bisquertt   | Cile        | 59,49   |
| 8    | Takeshi Suzuki      | Giappone    | 59,88   |
| 9    | Lou Braz-Dagand     | Francia     | 1:01,52 |
| 10   | Matthew Ryan Brewer | Stati Uniti | 1:03,09 |

Data: 23 gennaio

Pista: Bosc 2

Partenza: 2 285 m s.l.m.

Arrivo: 1 885 m s.l.m.

Lunghezza: 

Dislivello: 400 m

Ore: 13.00 (UTC+1)

Porte: 29

Tracciatore: Jeff Piccard (Francia)

##### Slalom gigante
| Pos. | Atleta             | Nazione     | Tempo   |
| ---- | ------------------ | ----------- | ------- |
| 1    | Jesper Pedersen    | Norvegia    | 1:54,04 |
| 2    | Jeroen Kampschreur | Paesi Bassi | 1:54,83 |
| 3    | Niels De Langen    | Paesi Bassi | 1:57,84 |
| 4    | Kurt Oatway        | Canada      | 1:58,58 |
| 5    | René De Silvestro  | Italia      | 2:00,57 |
| 6    | Lou Braz-Dagand    | Francia     | 2:01,10 |
| 7    | Takeshi Suzuki     | Giappone    | 2:02,83 |
| 8    | Jernej Slivnik     | Slovenia    | 2:04,59 |
| 9    | Nicolas Bisquertt  | Cile        | 2:04,75 |
| 10   | Victor Pierrel     | Francia     | 2:05,06 |

Data: 26 gennaio

Pista: Bosc 2

Partenza: 2 285 m s.l.m.

Arrivo: 1 940 m s.l.m.

Dislivello: 345 m

1ª manche:

Ore: 10.00 (UTC+1)

Porte: 41

Tracciatore: Michał Kusak (Polonia)

2ª manche:

Ore: 13.30 (UTC+1)

Porte: 40

Tracciatore: Ally Brown (Regno Unito)

##### Slalom speciale
| Pos. | Atleta              | Nazione     | Tempo   |
| ---- | ------------------- | ----------- | ------- |
| 1    | Jesper Pedersen     | Norvegia    | 1:37,70 |
| 2    | René De Silvestro   | Italia      | 1:40,06 |
| 3    | Taiki Morii         | Giappone    | 1:44,42 |
| 4    | Niels De Langen     | Paesi Bassi | 1:44,87 |
| 5    | Takeshi Suzuki      | Giappone    | 1:44,99 |
| 6    | Josh Hanlon         | Australia   | 1:53,05 |
| 7    | Magnus Valø Balchen | Norvegia    | 1:58,27 |
| 8    | Nicolas Bisquertt   | Cile        | 2:05,83 |

Data: 29 gennaio

Pista: Bosc 2

Partenza: 2 160 m s.l.m.

Arrivo: 1 940 m s.l.m.

Dislivello: 220 m

1ª manche:

Ore: 10.00 (UTC+1)

Porte: 61

Tracciatore: Roman Rožman (Finlandia)

2ª manche:

Ore: 13.30 (UTC+1)

Porte: 59

Tracciatore: Martin Makovnic (Slovacchia)

##### Combinata
| Pos. | Atleta              | Nazione     | Tempo   |
| ---- | ------------------- | ----------- | ------- |
| 1    | Jesper Pedersen     | Norvegia    | 1:47,82 |
| 2    | René De Silvestro   | Italia      | 1:48,68 |
| 3    | Jeroen Kampschreur  | Paesi Bassi | 1:50,77 |
| 4    | Taiki Morii         | Giappone    | 1:52,22 |
| 5    | Victor Pierrel      | Francia     | 1:53,26 |
| 6    | Takeshi Suzuki      | Giappone    | 1:55,87 |
| 7    | Lou Braz-Dagand     | Francia     | 1:56,35 |
| 8    | Ravi Drugan         | Stati Uniti | 2:04,83 |
| 9    | Matthew Ryan Brewer | Stati Uniti | 2:05,67 |
| 10   | Magnus Valø Balchen | Norvegia    | 2:06,53 |

Data: 24 gennaio

Pista: Bosc 2

1ª manche:

Ore: 10.15 (UTC+1)

Partenza: 2 285 m s.l.m.

Arrivo: 1 885 m s.l.m.

Dislivello: 400 m

Porte: 29

Tracciatore: Dario Capelli (Giappone)

2ª manche:

Ore: 13.30 (UTC+1)

Partenza: 2 160 m s.l.m.

Arrivo: 1 940 m s.l.m.

Dislivello: 220 m

Porte: 63

Tracciatore: Justus Wolf (Germania)

##### Parallelo
La gara, originariamente in programma il 29 gennaio, è stata annullata.

#### Ipovedenti

##### Discesa libera
| Pos. | Atleta                             | Nazione       | Tempo |
| ---- | ---------------------------------- | ------------- | ----- |
| 1    | Johannes Aigner Matteo Fleischmann | Austria       | 48,38 |
| 2    | Hyacinthe Deleplace Roy Piccard    | Francia       | 48,84 |
| 3    | Michael Scharnagl Florian Erharter | Austria       | 50,31 |
| 4    | Giacomo Bertagnolli Andrea Ravelli | Italia        | 51,52 |
| 5    | Mingyu Hwang Sanghyun Jung         | Corea del Sud | 58,26 |

Data: 25 gennaio

Pista: Bosc 2

Partenza: 2 285 m s.l.m.

Arrivo: 1 885 m s.l.m.

Lunghezza: 

Dislivello: 400 m

Ore: 13.00 (UTC+1)

Porte: 23

Tracciatore: Marshall Will (Canada)

##### Supergigante
| Pos. | Atleta Atleta guida                | Nazione       | Tempo   |
| ---- | ---------------------------------- | ------------- | ------- |
| 1    | Neil Simpson Rob Poth              | Regno Unito   | 56,66   |
| 2    | Johannes Aigner Matteo Fleischmann | Austria       | 56,68   |
| 3    | Giacomo Bertagnolli Andrea Ravelli | Italia        | 57,94   |
| 4    | Hyacinthe Deleplace Roy Piccard    | Francia       | 59,24   |
| 5    | Michael Scharnagl Florian Erharter | Austria       | 1:00,54 |
| 6    | Michał Gołaś Kacper Walas          | Polonia       | 1:01,21 |
| 7    | Marek Kubačka Mária Zaťovičová     | Slovacchia    | 1:01,33 |
| 8    | Mingyu Hwang Sanghyun Jung         | Corea del Sud | 1:04,77 |
| 9    | Patrick Jensen Ethan Jackson       | Australia     | 1:05,18 |

Data: 23 gennaio

Pista: Bosc 2

Partenza: 2 285 m s.l.m.

Arrivo: 1 885 m s.l.m.

Lunghezza: 

Dislivello: 400 m

Ore: 13.00 (UTC+1)

Porte: 29

Tracciatore: Jeff Piccard (Francia)

##### Slalom gigante
| Pos. | Atleta                             | Nazione       | Tempo   |
| ---- | ---------------------------------- | ------------- | ------- |
| 1    | Giacomo Bertagnolli Andrea Ravelli | Italia        | 1:50,24 |
| 2    | Johannes Aigner Matteo Fleischmann | Austria       | 1:51,29 |
| 3    | Neil Simpson Rob Poth              | Regno Unito   | 1:51,52 |
| 4    | Michał Gołaś Kacper Walas          | Polonia       | 1:58,40 |
| 5    | Michael Scharnagl Florian Erharter | Austria       | 2:03,27 |
| 6    | Mingyu Hwang Sanghyun Jung         | Corea del Sud | 2:06,53 |
| 7    | Patrick Jensen Ethan Jackson       | Australia     | 2:16,35 |

Data: 26 gennaio

Pista: Bosc 2

Partenza: 2 285 m s.l.m.

Arrivo: 1 940 m s.l.m.

Dislivello: 345 m

1ª manche:

Ore: 10.00 (UTC+1)

Porte: 41

Tracciatore: Michał Kusak (Polonia)

2ª manche:

Ore: 13.30 (UTC+1)

Porte: 40

Tracciatore: Ally Brown (Regno Unito)

##### Slalom speciale
| Pos. | Atleta                             | Nazione       | Tempo   |
| ---- | ---------------------------------- | ------------- | ------- |
| 1    | Giacomo Bertagnolli Andrea Ravelli | Italia        | 1:35,38 |
| 2    | Neil Simpson Rob Poth              | Regno Unito   | 1:37,06 |
| 3    | Mingyu Hwang Sanghyun Jung         | Corea del Sud | 1:58,81 |

Data: 29 gennaio

Pista: Bosc 2

Partenza: 2 160 m s.l.m.

Arrivo: 1 940 m s.l.m.

Dislivello: 220 m

1ª manche:

Ore: 10.00 (UTC+1)

Porte: 61

Tracciatore: Roman Rožman (Finlandia)

2ª manche:

Ore: 13.30 (UTC+1)

Porte: 59

Tracciatore: Martin Makovnic (Slovacchia)

##### Combinata
| Pos. | Atleta                             | Nazione       | Tempo   |
| ---- | ---------------------------------- | ------------- | ------- |
| 1    | Johannes Aigner Matteo Fleischmann | Austria       | 1:44,24 |
| 2    | Giacomo Bertagnolli Andrea Ravelli | Italia        | 1:45,89 |
| 3    | Michał Gołaś Kacper Walas          | Polonia       | 1:48,48 |
| 4    | Hyacinthe Deleplace Roy Piccard    | Francia       | 1:50,67 |
| 5    | Michael Scharnagl Florian Erharter | Austria       | 1:53,18 |
| 6    | Mingyu Hwang Sanghyun Jung         | Corea del Sud | 2:01,81 |
| 7    | Patrick Jensen Ethan Jackson       | Australia     | 2:08,29 |

Data: 24 gennaio

Pista: Bosc 2

1ª manche:

Ore: 10.15 (UTC+1)

Partenza: 2 285 m s.l.m.

Arrivo: 1 885 m s.l.m.

Dislivello: 400 m

Porte: 29

Tracciatore: Dario Capelli (Giappone)

2ª manche:

Ore: 13.30 (UTC+1)

Partenza: 2 160 m s.l.m.

Arrivo: 1 940 m s.l.m.

Dislivello: 220 m

Porte: 63

Tracciatore: Justus Wolf (Germania)

##### Parallelo
La gara, originariamente in programma il 29 gennaio, è stata annullata.

### Donne

#### In piedi

##### Discesa libera
| Pos. | Atleta             | Nazione     | Tempo   |
| ---- | ------------------ | ----------- | ------- |
| 1    | Anna-Maria Rieder  | Germania    | 55,35   |
| 2    | Aurélie Richard    | Francia     | 56,27   |
| 3    | Frédérique Turgeon | Canada      | 56,64   |
| 4    | Andrea Rothfuss    | Germania    | 57,02   |
| 5    | Vanesa Gašková     | Slovacchia  | 1:00,28 |
| 6    | Allie Johnson      | Stati Uniti | 1:00,56 |
| 7    | Sheyne Vaspi       | Israele     | 1:01,25 |

Data: 25 gennaio

Pista: Bosc 2

Partenza: 2 285 m s.l.m.

Arrivo: 1 885 m s.l.m.

Lunghezza: 

Dislivello: 400 m

Ore: 13.00 (UTC+1)

Porte: 23

Tracciatore: Marshall Will (Canada)

##### Supergigante
| Pos. | Atleta             | Nazione     | Tempo   |
| ---- | ------------------ | ----------- | ------- |
| 1    | Ebba Årsjö         | Svezia      | 1:00,91 |
| 2    | Andrea Rothfuss    | Germania    | 1:05,06 |
| 3    | Anna-Maria Rieder  | Germania    | 1:05,33 |
| 4    | Aurélie Richard    | Francia     | 1:05,71 |
| 5    | Frédérique Turgeon | Canada      | 1:06,84 |
| 6    | Vanesa Gašková     | Slovacchia  | 1:09,89 |
| 7    | Allie Johnson      | Stati Uniti | 1:11,66 |
| 8    | Sheyne Vaspi       | Israele     | 1:14,92 |

Data: 23 gennaio

Pista: Bosc 2

Partenza: 2 285 m s.l.m.

Arrivo: 1 885 m s.l.m.

Lunghezza: 

Dislivello: 400 m

Ore: 13.00 (UTC+1)

Porte: 29

Tracciatore: Jeff Piccard (Francia)

##### Slalom gigante
| Pos. | Atleta            | Nazione     | Tempo   |
| ---- | ----------------- | ----------- | ------- |
| 1    | Ebba Årsjö        | Svezia      | 2:01,16 |
| 2    | Anna-Maria Rieder | Germania    | 2:05,92 |
| 3    | Andrea Rothfuss   | Germania    | 2:07,86 |
| 4    | Aurélie Richard   | Francia     | 2:08,48 |
| 5    | Allie Johnson     | Stati Uniti | 2:21,40 |
| 6    | Lucija Smetiško   | Croazia     | 2:23,48 |
| 7    | Vanesa Gašková    | Slovacchia  | 2:25,19 |
| 8    | Sheyne Vaspi      | Israele     | 2:38,68 |

Data: 26 gennaio

Pista: Bosc 2

Partenza: 2 285 m s.l.m.

Arrivo: 1 940 m s.l.m.

Dislivello: 345 m

1ª manche:

Ore: 10.00 (UTC+1)

Porte: 41

Tracciatore: Michał Kusak (Polonia)

2ª manche:

Ore: 13.30 (UTC+1)

Porte: 40

Tracciatore: Ally Brown (Regno Unito)

##### Slalom speciale
| Pos. | Atleta          | Nazione     | Tempo   |
| ---- | --------------- | ----------- | ------- |
| 1    | Ebba Årsjö      | Svezia      | 1:44,27 |
| 2    | Aurélie Richard | Francia     | 1:57,30 |
| 3    | Andrea Rothfuss | Germania    | 1:59,13 |
| 4    | Lucija Smetiško | Croazia     | 2:07,97 |
| 5    | Allie Johnson   | Stati Uniti | 2:15,94 |
| 6    | Vanesa Gašková  | Slovacchia  | 2:23,72 |

Data: 29 gennaio

Pista: Bosc 2

Partenza: 2 160 m s.l.m.

Arrivo: 1 940 m s.l.m.

Dislivello: 220 m

1ª manche:

Ore: 10.00 (UTC+1)

Porte: 61

Tracciatore: Roman Rožman (Finlandia)

2ª manche:

Ore: 13.30 (UTC+1)

Porte: 59

Tracciatore: Martin Makovnic (Slovacchia)

##### Combinata
| Pos. | Atleta             | Nazione     | Tempo   |
| ---- | ------------------ | ----------- | ------- |
| 1    | Ebba Årsjö         | Svezia      | 1:58,44 |
| 2    | Anna-Maria Rieder  | Germania    | 2:01,80 |
| 3    | Aurélie Richard    | Francia     | 2:03,46 |
| 4    | Frédérique Turgeon | Canada      | 2:07,97 |
| 5    | Andrea Rothfuss    | Germania    | 2:08,54 |
| 6    | Vanesa Gašková     | Slovacchia  | 2:21,87 |
| 7    | Allie Johnson      | Stati Uniti | 2:22,32 |
| 8    | Sheyne Vaspi       | Israele     | 2:29,01 |

Data: 24 gennaio

Pista: Bosc 2

1ª manche:

Ore: 10.15 (UTC+1)

Partenza: 2 285 m s.l.m.

Arrivo: 1 885 m s.l.m.

Dislivello: 400 m

Porte: 29

Tracciatore: Dario Capelli (Giappone)

2ª manche:

Ore: 13.30 (UTC+1)

Partenza: 2 160 m s.l.m.

Arrivo: 1 940 m s.l.m.

Dislivello: 220 m

Porte: 63

Tracciatore: Justus Wolf (Germania)

##### Parallelo
La gara, originariamente in programma il 29 gennaio, è stata annullata.

#### Seduti

##### Discesa libera
| Pos. | Atleta             | Nazione       | Tempo         |
| ---- | ------------------ | ------------- | ------------- |
| 1    | Barbara van Bergen | Paesi Bassi   | 55,29         |
| 2    | Anna-Lena Forster  | Germania      | 57,86         |
| 3    | non assegnato      | non assegnato | non assegnato |

Data: 25 gennaio

Pista: Bosc 2

Partenza: 2 285 m s.l.m.

Arrivo: 1 885 m s.l.m.

Lunghezza: 

Dislivello: 400 m

Ore: 13.00 (UTC+1)

Porte: 23

Tracciatore: Marshall Will (Canada)

##### Supergigante
| Pos. | Atleta            | Nazione     | Tempo   |
| ---- | ----------------- | ----------- | ------- |
| 1    | Anna-Lena Forster | Germania    | 1:07,57 |
| 2    | Laurie Stephens   | Stati Uniti | 1:10,31 |
| 3    | Saylor O'Brien    | Stati Uniti | 1:18,26 |

Data: 23 gennaio

Pista: Bosc 2

Partenza: 2 285 m s.l.m.

Arrivo: 1 885 m s.l.m.

Lunghezza: 

Dislivello: 400 m

Ore: 13.00 (UTC+1)

Porte: 29

Tracciatore: Jeff Piccard (Francia)

##### Slalom gigante
| Pos. | Atleta            | Nazione     | Tempo   |
| ---- | ----------------- | ----------- | ------- |
| 1    | Anna-Lena Forster | Germania    | 2:14,20 |
| 2    | Laurie Stephens   | Stati Uniti | 2:26,90 |
| 3    | Nette Kiviranta   | Finlandia   | 2:28,00 |
| 4    | Aika Kishimoto    | Giappone    | 2:48,51 |

Data: 26 gennaio

Pista: Bosc 2

Partenza: 2 285 m s.l.m.

Arrivo: 1 940 m s.l.m.

Dislivello: 345 m

1ª manche:

Ore: 10.00 (UTC+1)

Porte: 41

Tracciatore: Michał Kusak (Polonia)

2ª manche:

Ore: 13.30 (UTC+1)

Porte: 40

Tracciatore: Ally Brown (Regno Unito)

##### Slalom speciale
| Pos. | Atleta            | Nazione       | Tempo         |
| ---- | ----------------- | ------------- | ------------- |
| 1    | Anna-Lena Forster | Germania      | 1:53,66       |
| 2    | Audrey Pascual    | Spagna        | 2:19,28       |
| 3    | non assegnato     | non assegnato | non assegnato |

Data: 29 gennaio

Pista: Bosc 2

Partenza: 2 160 m s.l.m.

Arrivo: 1 940 m s.l.m.

Dislivello: 220 m

1ª manche:

Ore: 10.00 (UTC+1)

Porte: 61

Tracciatore: Roman Rožman (Finlandia)

2ª manche:

Ore: 13.30 (UTC+1)

Porte: 59

Tracciatore: Martin Makovnic (Slovacchia)

##### Combinata
| Pos. | Atleta            | Nazione     | Tempo   |
| ---- | ----------------- | ----------- | ------- |
| 1    | Anna-Lena Forster | Germania    | 2:03,13 |
| 2    | Laurie Stephens   | Stati Uniti | 2:17,71 |
| 3    | Saylor O'Brien    | Stati Uniti | 2:28,87 |

Data: 24 gennaio

Pista: Bosc 2

1ª manche:

Ore: 10.15 (UTC+1)

Partenza: 2 285 m s.l.m.

Arrivo: 1 885 m s.l.m.

Dislivello: 400 m

Porte: 29

Tracciatore: Dario Capelli (Giappone)

2ª manche:

Ore: 13.30 (UTC+1)

Partenza: 2 160 m s.l.m.

Arrivo: 1 940 m s.l.m.

Dislivello: 220 m

Porte: 63

Tracciatore: Justus Wolf (Germania)

##### Parallelo
La gara, originariamente in programma il 29 gennaio, è stata annullata.

#### Ipovedenti

##### Discesa libera
| Pos. | Atleta                          | Nazione       | Tempo |
| ---- | ------------------------------- | ------------- | ----- |
| 1    | Chiara Mazzel Fabrizio Casal    | Italia        | 53,91 |
| 2    | Martina Vozza Ylenia Sabidussi  | Italia        | 55,04 |
| 3    | Alexandra Rexová Eva Trajčíková | Slovacchia    | 56,43 |
| 4    | Sara Choi Junhyeong Kim         | Corea del Sud | 56,66 |

Data: 25 gennaio

Pista: Bosc 2

Partenza: 2 285 m s.l.m.

Arrivo: 1 885 m s.l.m.

Lunghezza: 

Dislivello: 400 m

Ore: 13.00 (UTC+1)

Porte: 23

Tracciatore: Marshall Will (Canada)

##### Supergigante
| Pos. | Atleta Atleta guida            | Nazione       | Tempo   |
| ---- | ------------------------------ | ------------- | ------- |
| 1    | Chiara Mazzel Fabrizio Casal   | Italia        | 1:00,40 |
| 2    | Martina Vozza Ylenia Sabidussi | Italia        | 1:03,79 |
| 3    | Eva Nikou Dimitris Profentzas  | Grecia        | 1:04,91 |
| 4    | Menna Fitzpatrick Katie Guest  | Regno Unito   | 1:06,27 |
| 5    | Sara Choi Junhyeong Kim        | Corea del Sud | 1:08,39 |

Data: 23 gennaio

Pista: Bosc 2

Partenza: 2 285 m s.l.m.

Arrivo: 1 885 m s.l.m.

Lunghezza: 

Dislivello: 400 m

Ore: 13.00 (UTC+1)

Porte: 29

Tracciatore: Jeff Piccard (Francia)

##### Slalom gigante
| Pos. | Atleta                            | Nazione       | Tempo   |
| ---- | --------------------------------- | ------------- | ------- |
| 1    | Veronika Aigner Elisabeth Aigner  | Austria       | 1:58,41 |
| 2    | Menna Fitzpatrick Katie Guest     | Regno Unito   | 2:03,64 |
| 3    | Barbara Aigner Klara Sykora       | Austria       | 2:05,62 |
| 4    | Eva Nikou Dimitris Profentzas     | Grecia        | 2:06,33 |
| 5    | Elina Stary Anna-Jacqueline Stoss | Austria       | 2:06,53 |
| 6    | Alexandra Rexová Eva Trajčíková   | Slovacchia    | 2:08,59 |
| 7    | Sara Choi Junhyeong Kim           | Corea del Sud | 2:16,80 |

Data: 26 gennaio

Pista: Bosc 2

Partenza: 2 285 m s.l.m.

Arrivo: 1 940 m s.l.m.

Dislivello: 345 m

1ª manche:

Ore: 10.00 (UTC+1)

Porte: 41

Tracciatore: Michał Kusak (Polonia)

2ª manche:

Ore: 13.30 (UTC+1)

Porte: 40

Tracciatore: Ally Brown (Regno Unito)

##### Slalom speciale
| Pos. | Atleta                           | Nazione     | Tempo   |
| ---- | -------------------------------- | ----------- | ------- |
| 1    | Veronika Aigner Elisabeth Aigner | Austria     | 1:46,83 |
| 2    | Barbara Aigner Klara Sykora      | Austria     | 1:50,15 |
| 3    | Menna Fitzpatrick Katie Guest    | Regno Unito | 1:52,28 |
| 4    | Alexandra Rexová Eva Trajčíková  | Slovacchia  | 1:55,28 |
| 5    | Chiara Mazzel Fabrizio Casal     | Italia      | 1:55,84 |

Data: 29 gennaio

Pista: Bosc 2

Partenza: 2 160 m s.l.m.

Arrivo: 1 940 m s.l.m.

Dislivello: 220 m

1ª manche:

Ore: 10.00 (UTC+1)

Porte: 61

Tracciatore: Roman Rožman (Finlandia)

2ª manche:

Ore: 13.30 (UTC+1)

Porte: 59

Tracciatore: Martin Makovnic (Slovacchia)

##### Combinata
| Pos. | Atleta                          | Nazione       | Tempo   |
| ---- | ------------------------------- | ------------- | ------- |
| 1    | Chiara Mazzel Fabrizio Casal    | Italia        | 1:59,95 |
| 2    | Alexandra Rexová Eva Trajčíková | Slovacchia    | 2:00,97 |
| 3    | Eva Nikou Dimitris Profentzas   | Grecia        | 2:01,41 |
| 4    | Sara Choi Junhyeong Kim         | Corea del Sud | 2:10,66 |

Data: 24 gennaio

Pista: Bosc 2

1ª manche:

Ore: 10.15 (UTC+1)

Partenza: 2 285 m s.l.m.

Arrivo: 1 885 m s.l.m.

Dislivello: 400 m

Porte: 29

Tracciatore: Dario Capelli (Giappone)

2ª manche:

Ore: 13.30 (UTC+1)

Partenza: 2 160 m s.l.m.

Arrivo: 1 940 m s.l.m.

Dislivello: 220 m

Porte: 63

Tracciatore: Justus Wolf (Germania)

##### Parallelo
La gara, originariamente in programma il 29 gennaio, è stata annullata.

## Medagliere per nazioni
| Pos. | Nazione       | Oro | Argento | Bronzo | Totale |
| ---- | ------------- | --- | ------- | ------ | ------ |
| 1    | Italia        | 5   | 5       | 2      | 12     |
| 2    | Austria       | 5   | 3       | 2      | 10     |
| 3    | Germania      | 5   | 4       | 3      | 12     |
| 4    | Norvegia      | 4   | 0       | 1      | 4      |
| 4    | Svezia        | 4   | 0       | 1      | 5      |
| 6    | Francia       | 3   | 4       | 3      | 10     |
| 7    | Paesi Bassi   | 1   | 2       | 3      | 6      |
| 8    | Regno Unito   | 1   | 2       | 2      | 5      |
| 9    | Giappone      | 1   | 1       | 1      | 3      |
| 10   | Svizzera      | 0   | 4       | 0      | 4      |
| 11   | Stati Uniti   | 0   | 3       | 2      | 5      |
| 12   | Slovacchia    | 0   | 1       | 1      | 2      |
| 13   | Spagna        | 0   | 1       | 0      | 1      |
| 14   | Canada        | 0   | 0       | 2      | 2      |
| 14   | Grecia        | 0   | 0       | 2      | 2      |
| 16   | Corea del Sud | 0   | 0       | 1      | 1      |
| 16   | Finlandia     | 0   | 0       | 1      | 1      |
| 16   | Polonia       | 0   | 0       | 1      | 1      |